# Nurlu
Nurlu là một xã ở tỉnh Somme, vùng Hauts-de-France, Pháp.

## Địa lý
Thị trấn này tọa lạc trên đường D917, khoảng 15 dặm Anh về phía tây bắc của Saint Quentin, viễn đông nam của tỉnh.

## Dân số
| 1962                                                           | 1968 | 1975 | 1982 | 1990 | 1999 |
| -------------------------------------------------------------- | ---- | ---- | ---- | ---- | ---- |
| 435                                                            | 456  | 410  | 363  | 347  | 378  |
| Số liệu điều tra dân số từ năm 1962, dân số không tính hai lần |      |      |      |      |      |

## Địa điểm nổi bật
- Nhà thờ, được xây lại theo thiết kế của kiến trúc sư Louis Faille.
- Nhà của Louis Faille